# Diktafon
Diktafonen er et apparat til at optage og lagre tale og blev opfundet i 1887 af Thomas Edison.
I dag inddeles teknologien i to udgaver; diktafon og diktermaskine. 

## Diktafonen
Diktafonen bruges til at optage forskellige lydkilder, der kan variere fra simpel stemme til kompleks musik og andre lyde. Journalister, musikere, forskere, interviewere og mange andre bruger dem. Fordelen ved diktafoner er, at de ofte kan optage i mange formater og kan købes til formålet. Hvis man skal optage stemme få gange, findes de billige diktafoner, der stadig optager i ordentlig kvalitet, og som har et højt sikkerhedsniveau. Skal man optage forelæsninger, møder, taler, telefonsamtaler eller musik, er det ligeledes muligt at finde den rigtige - den er helt sikkert produceret. Især kvaliteten af mikrofon(-er) og enhedens holdbarhed er essentiel.

## Diktermaskinen
Hvor diktermaskinen adskiller sig, er især mht format, hardware og software til diktering Arkiveret 16. august 2016 hos  Wayback Machine. Den bruges primært af advokat- og lægehuse og generelt i sygehussektoren. Formålet med diktermaskinen er at aflaste en professionel i dennes daglige arbejde, da "det er syv gange hurtigere at diktere end skrive". Den bruger derfor ofte .dss-fil-formatet, der er udviklet af Olympus, Philips og Grundig i fællesskab, og som fylder meget mindre, da det kun er stemmefrekvensen, der optages. Dette gør det lettere at sende lyd-filerne via net og andre medier og understøtter diktermaskinens helt centrale formål, at optage en stemme til videre transskribering eller notetagning via. fx en sekretær. Hvor der tidligere blev optaget på kassettebånd, er det i dag normalt, at dikteringen er digital. Dette betyder, at en diktermaskine tilsluttes via enten en dockstation eller en netforbindelse og via denne overfører stemmeoptagelserne direkte til en modtager, mail-adresse eller mappe. Med fremkomsten af smartphones og apps er det blevet muligt at diktere via disse, både vha. gratis apps og professionel software, der både krypterer og automatisk overfører optagelserne. Sidst, er diktermaskiner, analoge eller digitale, udstyret med indsæt-funktion. Dvs. at man kan spole tilbage, høre en eksisterende optagelse og indsætte ny tale, hvor det ønskes. 

## På smartphone
I princippet er en telefon også en diktafon, hvis den ellers kan optage. Telefoner adskiller sig dog fra diktafoner ved ofte at have forbindelse til internettet og ved kun at have én mikrofon. Fordelen er, at man ikke skal investere i ekstra udstyr. Ulemperne er dårlig optagekvalitet, besværlige filformater og -overførsler og dårlig sikkerhed. 